# Vejdova lípa
Vejdova lípa je obvodem nejmohutnější památný strom na území České republiky. Roste v Pastvinách nedaleko Klášterce nad Orlicí. Lip bylo původně více, ale dodnes se zachovala jediná. Druhá nejstarší (jižně od statku) byla zničena vichřicí v 70. letech. Oba stromy byly chráněny již ve 40. letech 20. století.

## Základní údaje
- název: Vejdova lípa
- výška: 22 m (1977)[5], 25 m (1996)[3], 25 m (2001)[1]
- výška kmene: 4 m[5]
- obvod: 1100 cm (1880)[4][6], 864 cm (1907)[7], 900 cm (1945)[4], 1164 cm (1977)[8], 1225 cm (1981)[8], 1252 cm (1996)[8], 1259 cm (2001)[1], 1305 cm (2009)[2]
- věk: 850 let (1907)[7], 850 let (1923)[9], >600 let (1949)[4], 700-800 let[5], 600 let[1]
- sanace: 1977, 1992, 1999, 2008
- souřadnice: 50°5'42.13"N, 16°33'15.28"E

Určitá nesrovnalost mezi jednotlivými zdroji se týká druhového zařazení. Některé zdroje chybně uvádějí, že se jedná o lípou malolistou (srdčitou), ale vyhlašovací dokumentace, registr památných stromů (který přebírá informace z vyhlašovací dokumentace), odborné studie a publikace klasifikují lípu jako velkolistou.
Lípa je veřejně přístupná, roste u bývalé hájovny (č. p. 21), severním směrem.

## Stav stromu a údržba

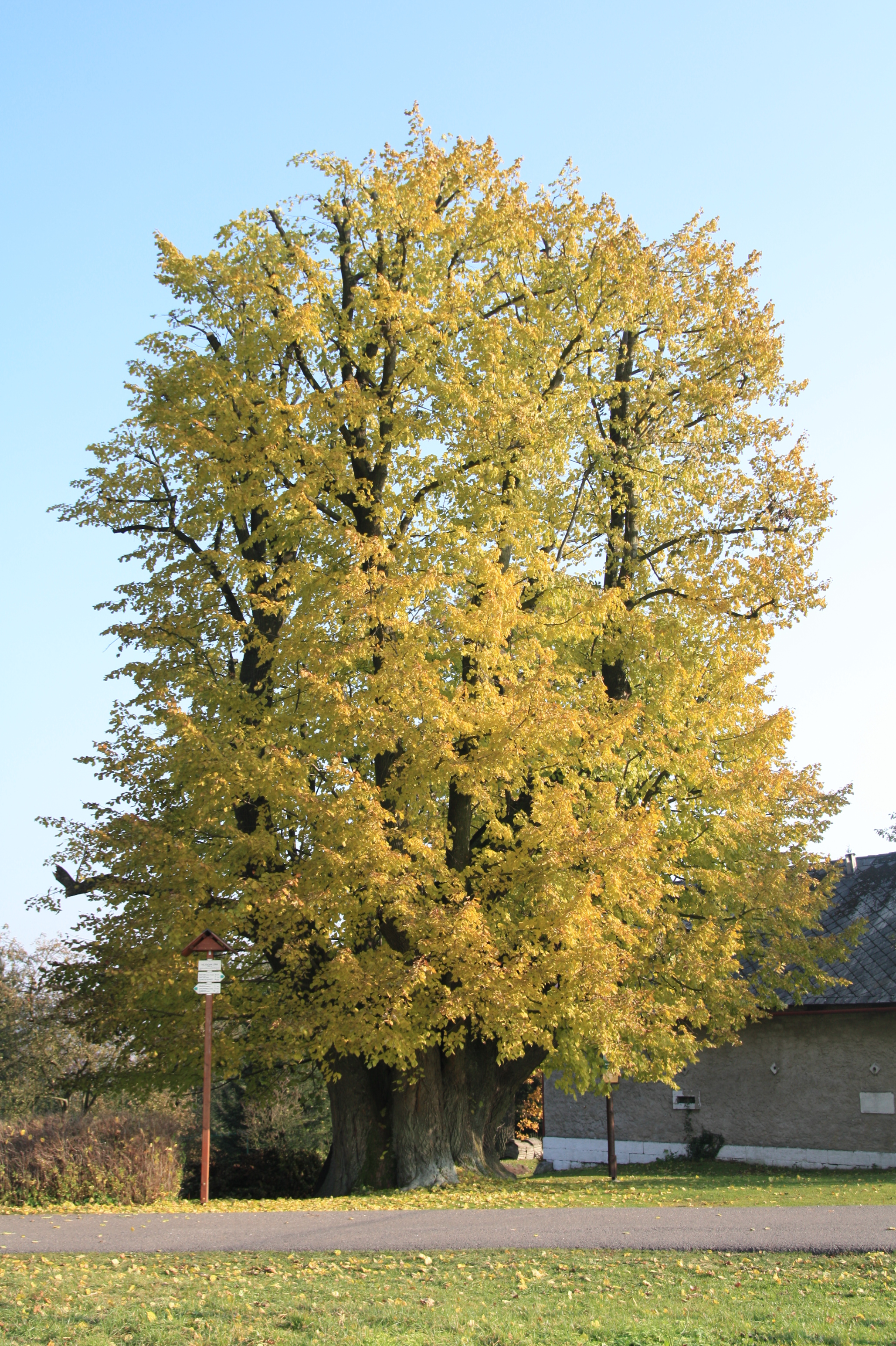
Vejdova lípa v listopadu 2011

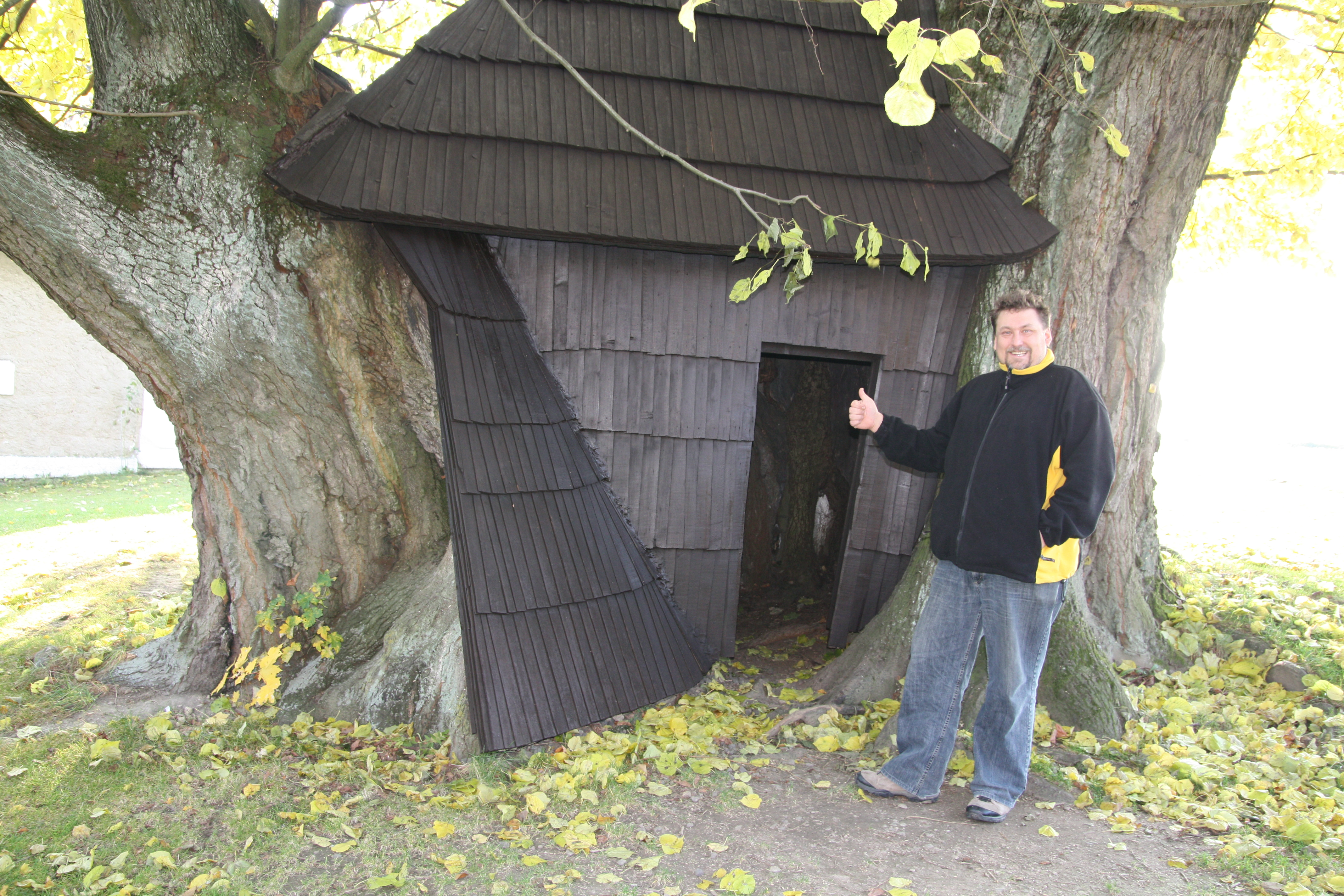
zakrytá dutina kmene

Strom je s ohledem na věk ve velmi dobrém stavu. Původní kmen uzavírá rozměrnou dutinu shora krytou stříškou. Otvor do dutiny je částečně překryt a ponechán je pouze průchod. Z nízkého kmene se rozrůstá široká vitální koruna. Podle zápisu z místní školní knihy z konce 19. století ještě nebyla dutina otevřená a strom měl v obvodu 11 metrů. K otevření pravděpodobně došlo vylomením části srostlice mezi lety 1880 a 1907, což potvrzuje i pokles celkového obvodu v této době.
Lípy byly odborně ošetřeny roku 1977. Došlo na průřez koruny, vyčištění dutin, konzervaci skalicí modrou a zakrytí šindelovým krytem. Koruny byly staženy ocelovými lany. V roce 1992 musela být odstraněna jedna z větví, roku 1999 došlo na prořez koruny, instalaci vazeb, konzervaci dutiny, opravu stříšky a ošetření odumřelých míst. V roce 2008 byl proveden zdravotní a redukční řez koruny.

## Historie a pověsti
První historická zmínka o obci Pastviny se datuje do r. 1513, takže je pravděpodobné, že lípy stály již při založení vesnice. Po roce 1200 stával na místě současné hájovny (č. 21) srub, který užívali pasáci vrchnosti ze Žampachu. Lípy údajně označovaly roh ohrady pro dobytek. Lípa označující druhý roh, jihovýchodně od statku (druhá Vejdova lípa, viz níže), byla už kolem roku 1900 popisovaná jako velice sešlá, již bez poloviny kmene. Třetí roh určovaly prý Bouchalovy lípy (3 stromy), které snad vyrostly jako výmladky původní lípy. O čtvrté lípě se neví.
Vejdovy lípy získaly své přízvisko podle přezdívky jednoho z bývalých majitelů statku, pana Dolečka. Ten se mezi sousedy proslavil větou „Kdypak já na ten kopec vejda?“, kterou údajně pronášel při návratu z dolní hospody domů. Po „Vejdovi“ pak byl pojmenován původní selský dvůr, lípy, později i hájovna (roku 1872 nahradila statek) a nakonec i nová zástavba („Na Vejdovně“) vzniklá po vysídlení z důvodu stavby přehrady ve 30. letech 20. století. Ve 40. letech 20. století vlastnil hájovnu pan Josef Ježek, který ji koupil, když se musel odstěhovat z usedlosti zaplavené přehradou.

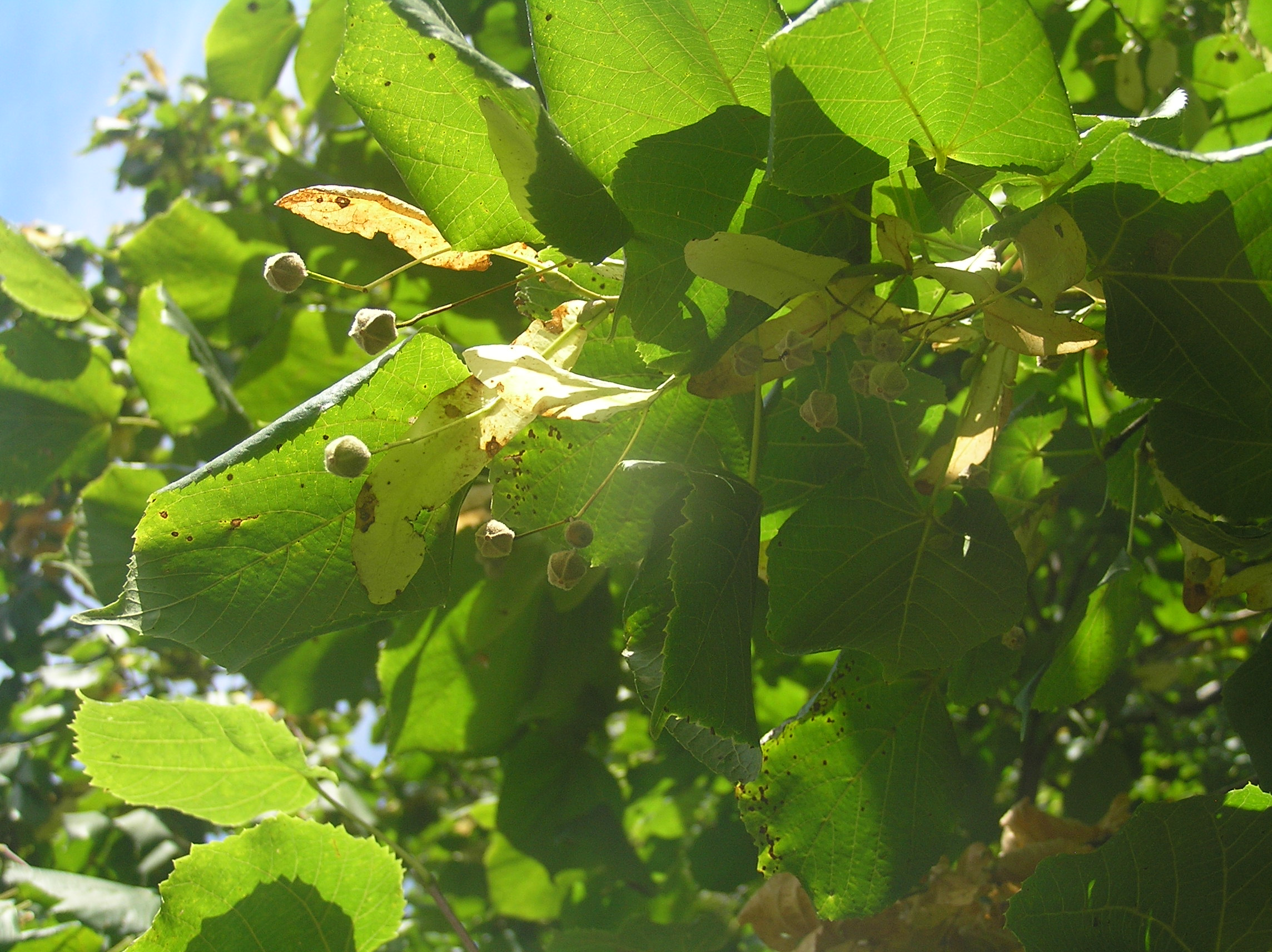
větvička s plody

Podle pověsti do lípy kdysi zapadl pasáček, ze kterého byla po mnoha letech nalezena pouze kostra. Kolem půlnoci je prý z lípy slyšet sten a ve větvích se objevuje světlo. Strašení zřejmě ustalo, když se kmen počátkem 20. století otevřel. Podle vyprávění současné obyvatelky domu č. 21 se kostra ve skutečnosti nenašla ve Vejdově lípě, ale v jiném nedaleko stojícím stromě a očitým svědkem byl údajně její otec, ročník narození 1888.
V těchto místech prý působil i loupežník Ledříček, který si ukryl své poklady ve stráni pod lípou a nedalekém lese Sekyří poblíž tzv. Katova dolu.

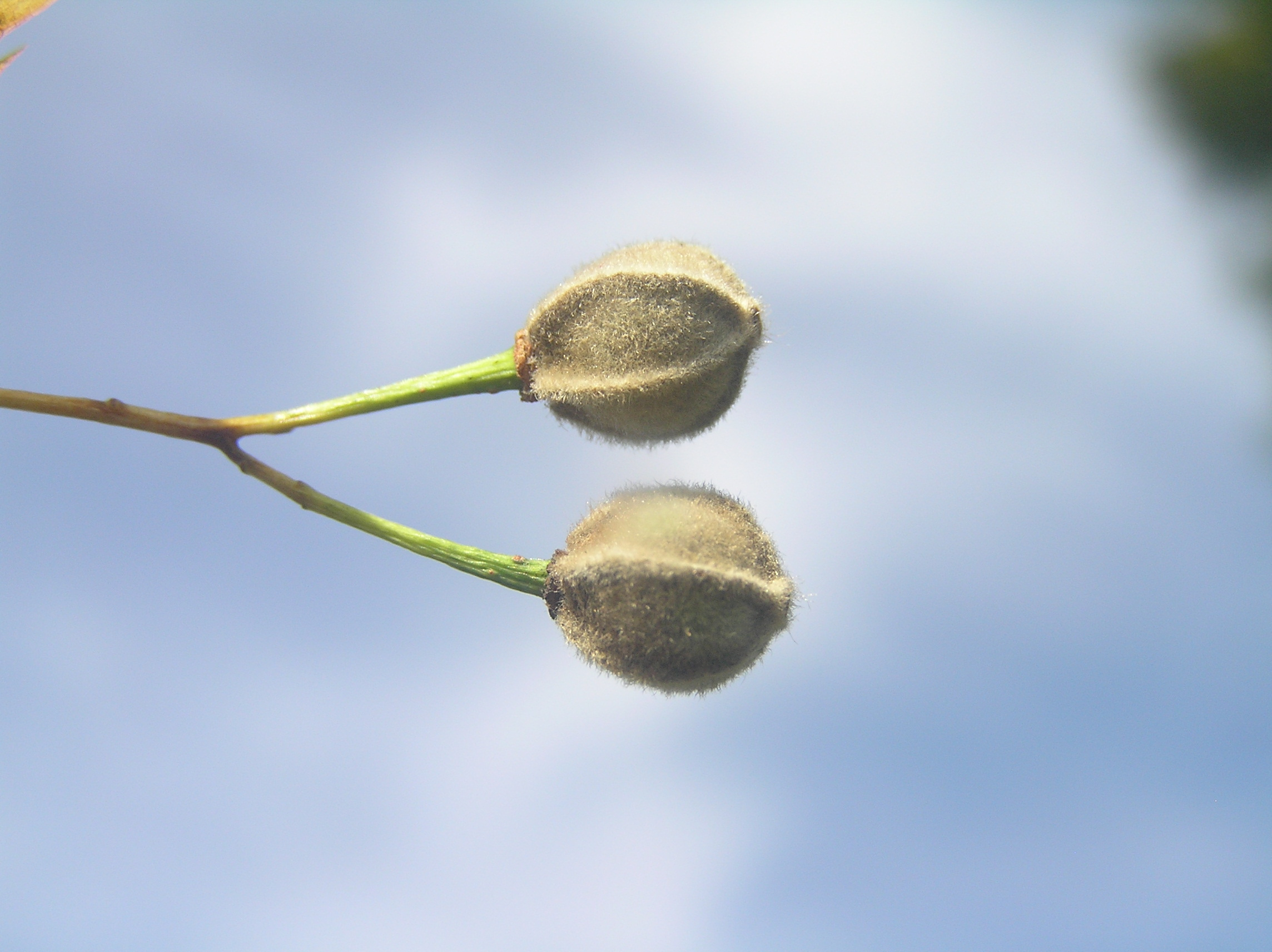
detail plodů

## Další zajímavosti
Vejdova lípa je od roku 1997 (poškození Tatrovické lípy) vůbec nejmohutnějším stromem České republiky. Z lip bývala krom Tatrovické (1650 cm) mohutnější ještě Bzenecká (1400 cm, do přelomu 19. a 20. století) a srovnatelné Běleňská (1250 cm, do roku 1951) nebo lípa ve Velké Losenici (1256 cm).
Do dutiny stromu se podle dobového hlášení četnické stanice pohodlně vejde stůl a čtyři židle. Dočasně byla využívána i jako skladiště hospodářského nářadí. Vejdově lípě byl věnován prostor v televizním pořadu Paměť stromů, konkrétně v dílu č. 4: Stromy žijí s lidmi.

## Vejdova lípa v umění
Krom zmíněného literárního díla byla lípa zachycena na mnoha kresbách a malbách. Prodávané byly pohlednice s kresbami akademického malíře K. Rubeše, ve vlastivědné publikaci Žambersko byl uveden dřevoryt J. Krčmářové. Zdařilé vyobrazení bylo také uváděno v díle Krása našeho domova od Jana Březiny (1934). Lípu také zachytil akademický malíř Jaroslav Turek nebo Dr. Vladimír Lepš (2000).

## Památné a významné stromy v okolí
- Bouchalovy lípy (významné stromy)
- Bratrská lípa v Kunvaldu
- lípy u křížku v Pastvinách (2 stromy)
- Jirešův javor (Klášterec)
- Jasany v Klášterci (2 stromy, Klášterec)
- Hloh u Lhotky
- Klen u kostela (Klášterec)
- Tománkova lípa (Klášterec)
- Lípa u fary (Nekoř)
- Nekořské lípy (5 stromů)

### Druhá Vejdova lípa
Vejdovy lípy byly podle některých zdrojů původně čtyři. Do dnešní doby se dochovala jediná. Druhá Vejdova lípa rostla jižně od statku. Jednalo se lípu velkolistou, jejíž původní kmen se částečně rozpadl a vytvořil zdání dvou samostatných stromů. Na jednom z kmenů visel obrázek sv. Václava a prý pod ním sedávala hospodyně oplakávající rodinné poměry. Toto téma je literárně zpracované Jožkou Žamberským v románu Drama na Vejdově statku v Pastvinách. Ve 40. letech 20. století byl obvod větší části kmene 600 cm a menší 340 cm. Druhou Vejdovu lípu zničila vichřice 11. září 1978. Lípa ale nezanikla úplně, z živých kořenů vyrašil výmladek a časem z něj vyrostl mladý stromek.